# Чжэн Яньсюн
Чжэн Яньсюн (кит. 郑雁雄, род. 25 августа 1963, Чаонань, Гуандун) — китайский государственный и политический деятель, заведующий Канцелярией Госсовета КНР по связям Центрального народного правительства в Специальном административном районе Сянган — советник по вопросам национальной безопасности Комитета по защите национальной безопасности САР Сянган с 14 января 2023 года.
Ранее начальник Управления Центрального народного правительства по защите национальной безопасности в САР Сянган (2020—2023), замсекретаря парткома КПК провинции Гуандун (2018—2020), секретарь парткома КПК города Шаньвэй (2013—2013), мэр Шанвея (2009—2011).

## Биография
Родился 25 августа 1963 года в Чаонане, провинция Гуандун.
В июле 1984 года окончил Университет китайской медицины Гуанчжоу, где получил диплом бакалавра по основной специальности. После выпуска остался работать в институте. В мае 1986 года вступил в Коммунистическую партию Китая.
Политическую карьеру начал в сентябре 1992 года с назначения на пост главы отдела по работе с молодёжью гуандунского провинциального комитета Коммунистического союза молодёжи Китая (КСМК). Спустя год вошёл в состав Постоянного комитета гуандунского комитета КСМК. В 1995 году получил диплом магистра экономики в Университете Сунь Ятсена. С марта 1998 года — заместитель секретаря партбюро КПК Южно-китайского отделения издания Жэньминь жибао, в декабре того же года возглавил партбюро КПК отделения газеты. В январе 2002 года назначен заместителем заведующего отделом политических исследований парткома КПК провинции Гуандун.
В январе 2005 года переведён в город Шаньвэй на посты секретаря (главы) городской комиссии по проверке дисциплины и заместителем секретаря горкома КПК по совместительству. 11 января 2009 года избран мэром Шаньвэя, а в августе 2011 года занял должность секретаря горкома КПК. В период пребывания в должности главы горкома в 2011 году вспыхнули протесты жителей посёлка Укань, требовавших компенсации за реквизированные правительством земли.
В июле 2013 года переведён обратно Гуанчжоу на пост заместителя заведующего отделом пропаганды парткома КПК провинции Гуандун. С мая 2018 года — второй по перечислению заместитель секретаря парткома КПК провинции, 29 января следующего года вошёл в состав Постоянного комитета парткома КПК Гуандуна.
3 июля 2020 года вступил в должность главы вновь образованного Управления Центрального народного правительства по защите национальной безопасности в Специальном административной районе (САР) Сянган. В августе того же года в числе десяти китайских должностных лиц попал под санкции Минфина США в соответствии с указом президента Трампа № 13936 «за подрыв автономии Гонконга». 14 октября 2020 года упоминался в отчёте Госдепартамента США в числе должностных лиц, которые «существенно способствовали невыполнению Китаем своих обязательств в соответствии с Совместной китайско-британской декларацией и Основным законом Гонконга».
14 января 2023 года назначен заведующим Канцелярией Госсовета КНР по связям Центрального народного правительства в Специальном административном районе Сянган и советником по вопросам национальной безопасности Комитета по защите национальной безопасности САР Сянган по совместительству должностей.